# Vänga, Borås kommun
Vänga är en bebyggelse sydväst om Säven kring kyrkan i Vänga socken i Borås kommun. Från 2015 avgränsar SCB här en småort.